# Alessandra Roncone
Alessandra Roncone (geb. in Legnago/Italien) ist eine italienische Trance-DJ und -Produzentin, die in Bologna lebt.

## Leben und Karriere
Roncone kam erstmals 1995 durch Robert Miles’ Children mit Trance in Berührung und begann sich seither für diese Musikrichtung zu interessieren. Zu ihren früheren Inspirationen zählt sie Armin van Buuren und Tiesto.
2012 begann in lokalen Clubs aufzulegen und spielte für Italiens größte Trance-Musikveranstalter wie Art Of Trance (Bologna) oder Trance Gate (Mailand). 2014 veröffentlichte sie in Zusammenarbeit mit Ciro Visone ihre erste Produktionen Shiver und Fire Angel. Es folgten Zusammenarbeiten mit Größen wie Talla 2XLC und Darren Porter, der auch ihr Mentor war,  sowie Veröffentlichungen auf den Labels wie FSOE Recordings, Armada und Degenerate. Ihr Track The Hymn wurde in der Radioshow ASOT als „Tune Of The Week“ ausgezeichnet und erfolgte auch auf Armin van Buurens offizieller „A State Of Trance 850“-Kompilation.
Alessandra spielt auf Festivals wie Tomorrowland in Belgien, Untold in Rumänien, Transmission in Thailand und China, Street Parade in Zürich, Amsterdam Dance Event sowie in diversen Clubnächten wie der FSOE Clubnight in Amsterdam.
Am 21. Februar 2019 wurde sie bei den Trance Podium Awards als „Best Newcomer 2018“ geehrt.

## Auszeichnungen
- 2018: Best Newcomer[12] bei den Trance Podium Awards

## Diskografie

### Single-Produktionen (Auswahl)
- 2014: Shiver (mit Ciro Visone), Silent Shore Records
- 2014: Secret Influence, TFB Records
- 2014: Fire Angel (mit Ciro Visone), Vital Soho
- 2015: Sky Guardians (mit Mark L), Extrema Global Music
- 2015: Crossed Roads (mit Ciro Visone), Defcon Recordings
- 2015: Place of Dreams, Supercell Recordings
- 2016: Forza, Extrema Global Music
- 2016: Down the Rabbit Hole (mit Mark L), Extrema Global Music
- 2017: Sogno, FSOE Recordings
- 2017: Under the Stars, Extrema Global Music
- 2017: Luce (mit Talla 2XLC), FSOE Recordings
- 2017: For Our Angels, FSOE Recordings
- 2017: The Hymn (mit Allen Watts), Who’s Afraid Of 138?!
- 2018: Brainfreeze, Rielism
- 2018: Infinito, FSOE Recordings
- 2018: The Truth That You Know (feat. Katherine Amy), Grotesque Music
- 2018: Transcendence (mit Darren Porter), FSOE Recordings
- 2018: Life Equation, Dreamstate
- 2018: Serenity, FSOE Recordings
- 2018: Vivi La Musica, Degenerate Records
- 2019: Incantation, FSOE Recordings
- 2019: Redemption, Grotesque Music
- 2019: We Will Be Free, Trancegression Records

### Remix-Produktionen (Auswahl)
- 2016: Above & Beyond ft. Richard Bedford – Thing Called Love (Alessandra Roncone Rework), CDR
- 2016: Tiësto – Elements Of Life (Alessandra Roncone Bootleg), CDR
- 2017: Sean Tyas – Banshee (Alessandra Roncone Bootleg), CDR
- 2019: Darren Porter – Whiplash (Alessandra Roncone Remix), FSOE Recordings